# Forêt en Roumanie
La forêt roumaine a commencé à se former il y a environ 10 000 ans. Au début de notre ère, elle représentait 80 % de la surface du pays. Mais à la suite de l'action de l'homme qui a effectué de nombreuses coupes, son taux de boisement est de nos jours de 27 % environ.

La Roumanie en Europe et la chaîne des Carpates

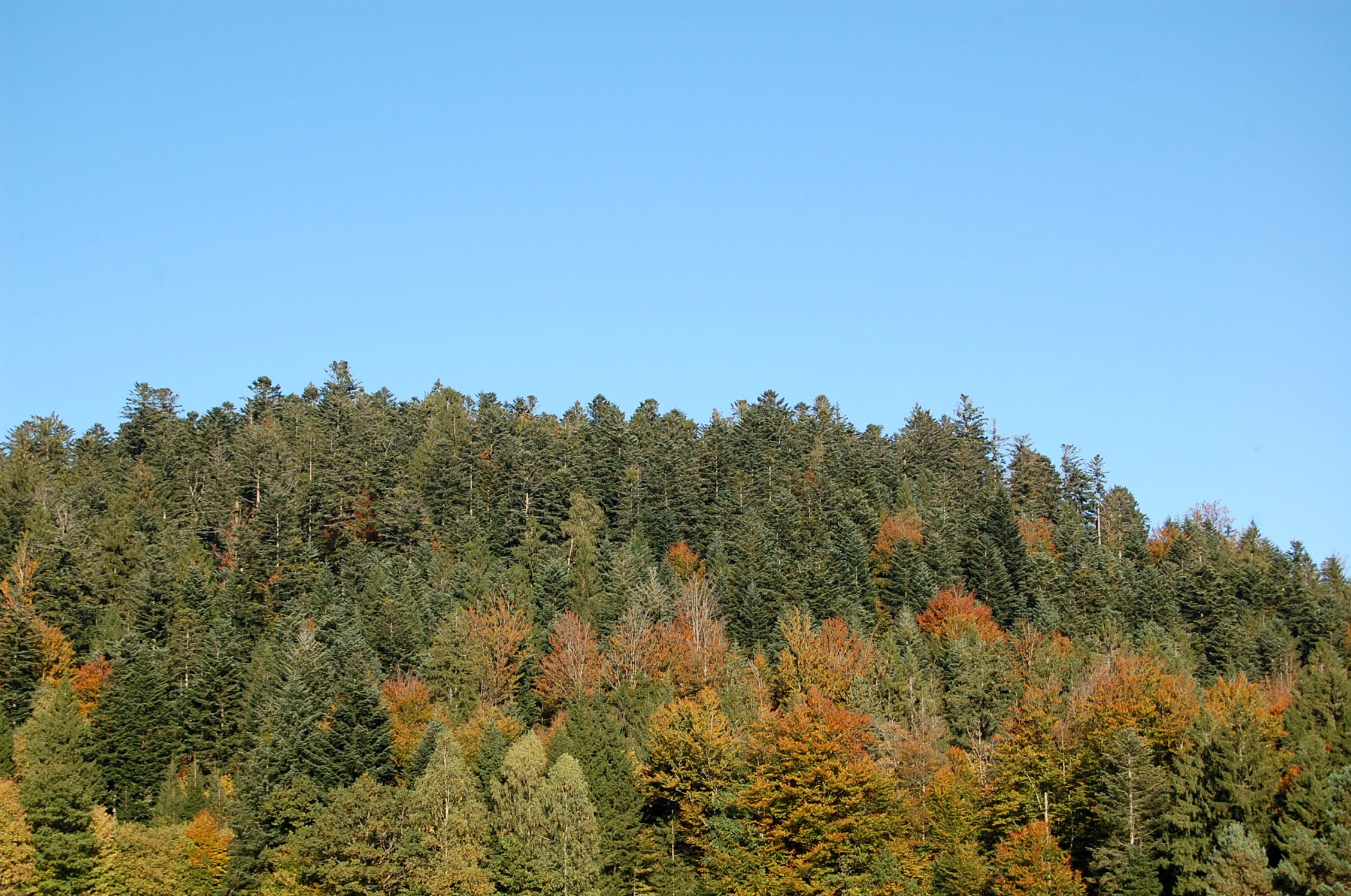
Une hêtraie mélangée à des résineux

## Formation et évolution de la forêt roumaine

### Formation
La forêt roumaine s'est formée au cours de l'Holocène. Il s'agit d'une période géologique qui a commencé il y a 10 000 ans environ. Cette forêt est donc relativement jeune à l'échelle des temps géologiques.
Initialement les pins, les bouleaux et les saules étaient prédominants sur le territoire. L'épicéa, le chêne pédonculé, le tilleul à petites feuilles, l'orme et parfois le hêtre, le charme, le sapin et le pin noir étaient concentrés au niveau de zones refuges éloignées des glaciers.
À la suite du premier réchauffement climatique (8 000-7 000 av. J.-C.), l'épicéa a commencé à quitter les refuges glaciaires et à s'étendre pour remplacer les pins et les bouleaux et ainsi créer des pessières (forêts d'épicéas).
Vers 7 000-6 000 ans av. J.-C., la colonisation de l'épicéa continue au niveau des montagnes, les chênaies mélangées prédominent aux altitudes moins élevées. Le charme et le sapin s’accroissent au sud ouest du pays.

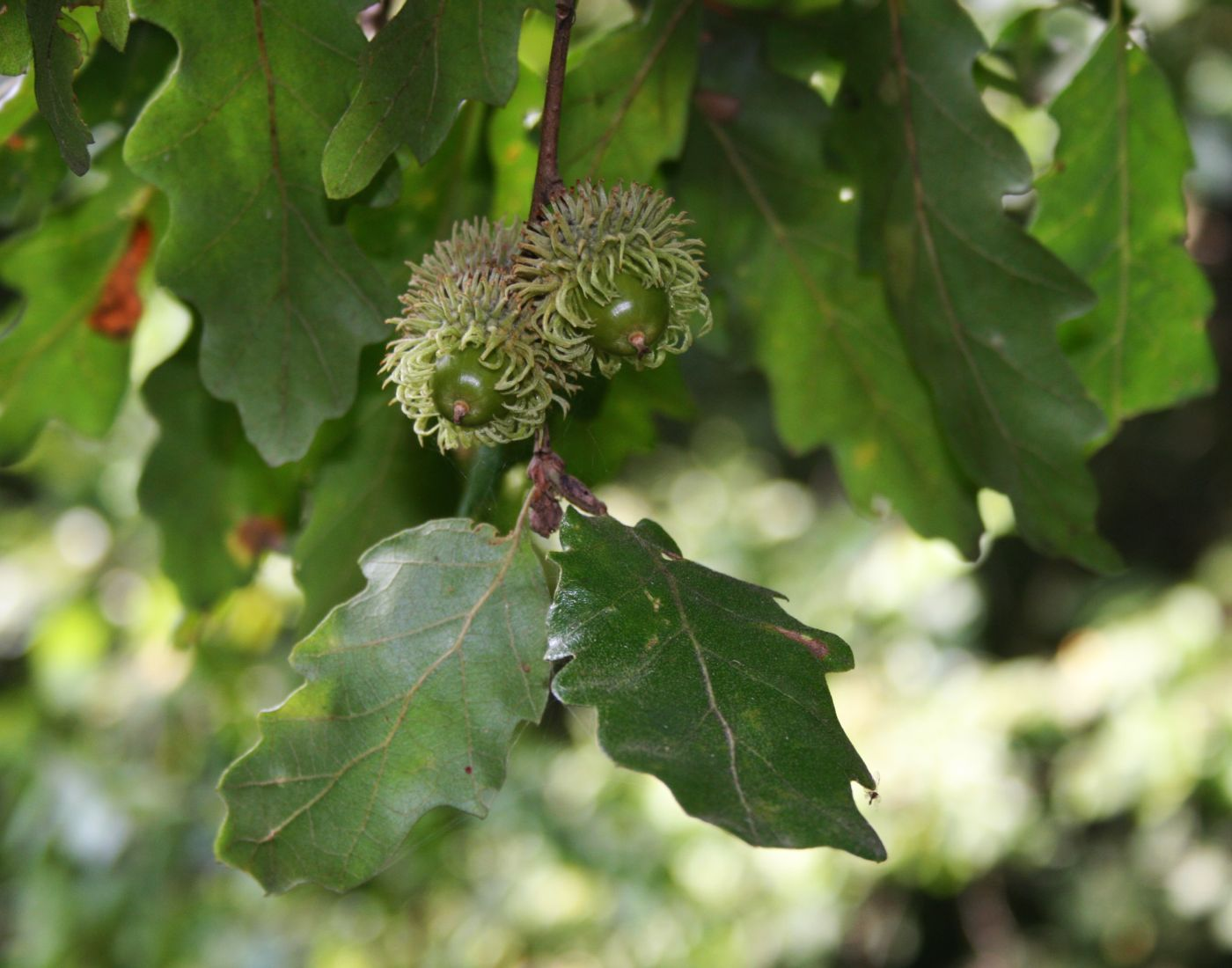
Quercus cerris

Vers 6 000-3 000 ans av. J.-C., le climat se réchauffe encore plus et s'humidifie. Les pessières s'étendent aux altitudes plus élevées et vers les plaines en se mélangeant aux chênaies. Au même moment, certaines espèces de chênes (Quercus cerris, Quercus frainetto, Quercus pubescens, Quercus pedunculiflora) situées au sud du Danube et craignant plus le froid, migrent vers le nord. Ainsi se forment les forêts de basse altitudes du sud, de l'est, de l’ouest et d'une partie du centre du pays.
Vers 3 000-1 000 av. J.-C., à la suite d'un refroidissement de la température, le charme s'étend massivement.
Vers 1 000 av. J.-C., le climat est plus frais et humide ce qui permet l'expansion du hêtre qui remplace le charme afin de former un étage de végétation séparant les épicéas et les chênaies mélangées. Cette expansion repousse les pessières vers des altitudes plus élevées et les chênaies vers des altitudes plus basses.
La formation de cette forêt roumaine se termine par l’expansion du sapin, l'apparition d'une bande de hêtres mélangés à des résineux et l'alternance de chênaies et de hêtraies.

### Évolution
Au début de l'ère chrétienne, la forêt s'étendait sur une grande partie du pays. On estime que le taux de boisement variait de 70 à 80 %. Mais des déboisements massifs ont lieu surtout au milieu du XIXe siècle dus aux réformes foncières et aux coupes à blanc pratiquées sur le modèle de la sylviculture allemande. Deux millions d'hectares ont été rasés. Les forêts les plus touchées étaient situées au niveau des plaines car leur accès était le plus facile.
La période de l'entre-deux-guerres (1918-1945) fut aussi une époque où la surface forestière de la Roumanie fut largement entamée. Le taux de boisement était de 40 % à la fin du XIXe siècle alors qu'il ne représentait plus que 28 % au début de la Seconde Guerre mondiale. Pendant la période communiste allant de 1948 à 1989, l'étendue de la forêt est restée à peu près la même.

## Facteurs climatiques, géologiques et pédologiques

### Le relief
Le relief de la Roumanie peut être classé en trois zones : les montagnes qui occupent 30 % du pays avec la chaîne des Carpates (altitudes 2 544 m), les collines qui représentent 37 % (altitude de 300 à 760 m) et les plaines qui s'étendent sur 33 % du territoire.

### Le climat

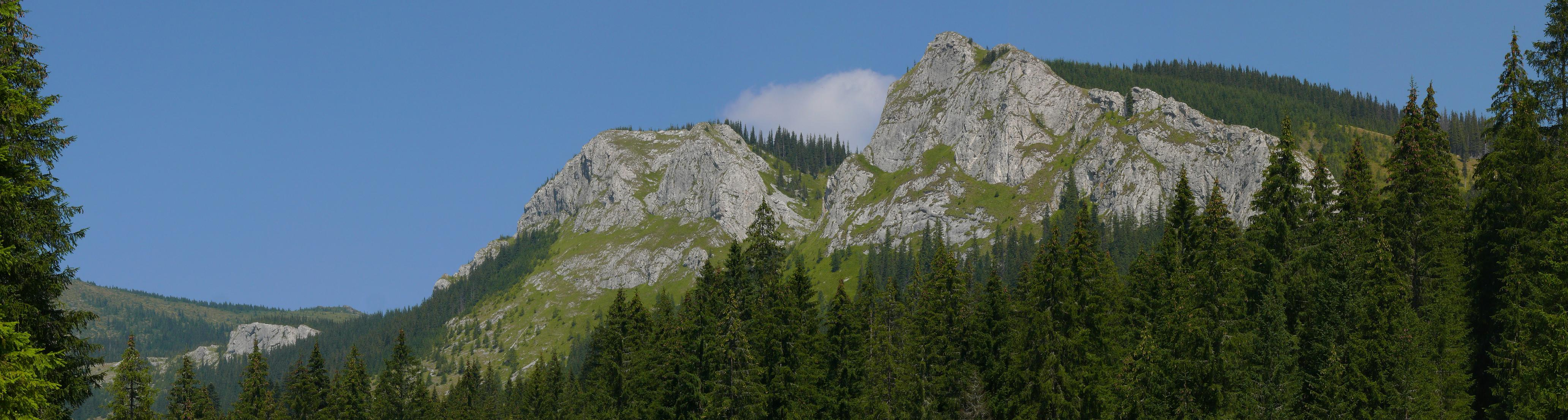
La chaîne des Carpates

Le pays se trouve dans une zone de climat tempéré à caractère continental. Il faut noter l’interférence de deux autres climats régionaux à savoir à l'ouest le climat océanique et au sud ouest le climat subméditerranéen. La chaîne des Carpates et son importante courbure constitue un dispositif qui a pour effet de diminuer les extrêmes continentaux. 80 % du pays est situé dans une zone favorable à la végétation forestière surtout au niveau des collines et dans la partie basse des Carpates entre 500 et 1 400 m.

### La nature du sol
Les sols sont très variés et d'une fertilité appréciable avec une dominance de sols bruns plus ou moins lessivés et bruns acides. La nature du sol est donc aussi très favorable au développement de la forêt.

## Caractéristiques actuelles

### Superficie et taux de boisement
La forêt roumaine représente 6 515 000 ha en 2010 pour une surface totale du pays de 237 000 km2. Elle est située au huitième rang de l'Union européenne au niveau de la surface forestière, le premier pays étant la Suède avec 28 203 000 ha, la France au quatrième rang avec 15 954 000 ha et le dernier pays Malte avec aucune surface.
Un tiers de cette superficie concerne des forêts primaires et 400 000 ha environ sont considérées comme des forêts vierges qui n'ont quasiment pas été modifiées par l'homme. Son taux de boisement est de 27,3 % alors que la moyenne communautaire est de 36 %.

### Volume sur pied
Le volume total sur pied est estimé à 1 750 millions de m3 et le volume moyen de 274 m3 par ha.

### La répartition des forêts
La majorité des forêts se trouvent au niveau des montagnes et représentent 61 % de la surface totale forestière. Elles sont constituées majoritairement de peuplements naturels à base de hêtres, d'épicéas et de sapins. Les forêts situées sur les collines et les plateaux représentent 29 % et sont composées de peuplements de chênes purs ou mélangés avec d'autres feuillus. Les forêts des plaines ne comptent que pour 10 %.

### Types de forêt, essences forestières
La futaie régulière domine le paysage roumain avec 90 % de la surface. Le taillis simple, qui représente 6 % est traité en conversion de futaie régulière. Les 4 % restants sont en cours de transformation. Il s'agit de forêts de résineux de montagne ou de forêts de protection.
Les feuillus occupent 70 % de la surface totale des forêts. Le hêtre représente 31 %, les chênes 18 %, les autres feuillus 21 %. Quant aux résineux, ils occupent 30 % du domaine forestier : épicéa 23 % et 7 % pour les autres résineux (sapins, pins et mélèzes).

### Forêt privée, forêt publique
À la suite de la formation du bloc communiste après la Seconde Guerre mondiale, l’État roumain a nationalisé les forêts privées. Après l'effondrement de l'union soviétique et le changement de politique en 1990, de nouvelles lois sont apparues pour la restitution d'une partie de la forêt aux propriétaires privés : la loi no 18 de 1991 pour les surfaces de 0,5 ha maximum, la loi no 1 de 2000 pour les surfaces jusqu'à 50 ha et la loi 247 de 2005 qui autorise toutes les autres surfaces.
Mais l’État reste toujours majoritaire avec 51 % (3 339 000 ha). Les propriétaires privés occupent la deuxième place avec 34 % (2 079 000 ha) puis viennent les unités administratives de droit public pour 16 % (1 024 000 ha) et en dernier les unités administratives de droit privé avec 73 000 ha Les forêts privées appartiennent à 830 200 propriétaires. Les surfaces sont relativement petites et fragmentées.

## La politique forestière
Les années 1990 et le début des années 2000 ont été marquées par une mauvaise gestion des forêts privées et un déboisement important. La législation était alors inexistante et les nouveaux propriétaires n’étalent pas encadrés.
La loi no 46 de 2008 a été votée afin de remédier à ce problème en prenant des dispositions sur la gestion forestière des forêts publiques et privées. D’après cette loi, les forêts roumaines sont un bien d'intérêt national et les usages et pratiques sur ces domaines sont réglementés. La gestion doit être assurée par des organismes : pour la forêt publique par ROMSILVA ou la Régie Nationale de Forêts (RNF), pour la forêt privée par des districts forestiers constitué par des propriétaires privés ou des associations de propriétaires. La loi prévoit aussi qu'une parcelle ne peut pas être inférieure à 1 ha même en cas de succession afin de limiter le morcellement. L'obligation est faite à l'organisme ROMSILVA de supprimer les terrains enclavés en effectuant des échanges ou en faisant l'acquisition de terrains.
Des plans nationaux ont été mis en place afin d’augmenter la surface des forêts publiques de 100 000 ha, de réduire la coupe illégale d’arbres, d'aider les propriétaires privés dans la gestion de leurs parcelles et d’améliorer l’accès aux terrains en créant 2000 kilomètres de voies. En effet, la densité moyenne des routes forestières est de seulement 6,4 m/ha alors que celle de l'Autriche est de 36 m/h et celle de la France de 26 m/h. 
Mais cette politique forestière n'est pas prioritaire et souffre de nombreuses lacunes en particulier du fait de nombreux changements depuis la rédaction de ces plans : entrée dans l'Union européenne en 2007, privatisation des terrains à la suite des différentes lois… L'efficacité a été jugée faible en raison notamment des moyens insuffisants mis en œuvre. De nombreuses associations ou ONG (Organisation Non Gouvernementale) dénoncent le déboisement massif de la forêt roumaine. D’après eux, de nombreuses forêts privées ont été exploitées bien au-delà des limites prévues par la loi. Des bandes organisées de voleurs agiraient aussi en effectuant des coupes et en dérobant le bois.

## Les activités économiques provenant du bois

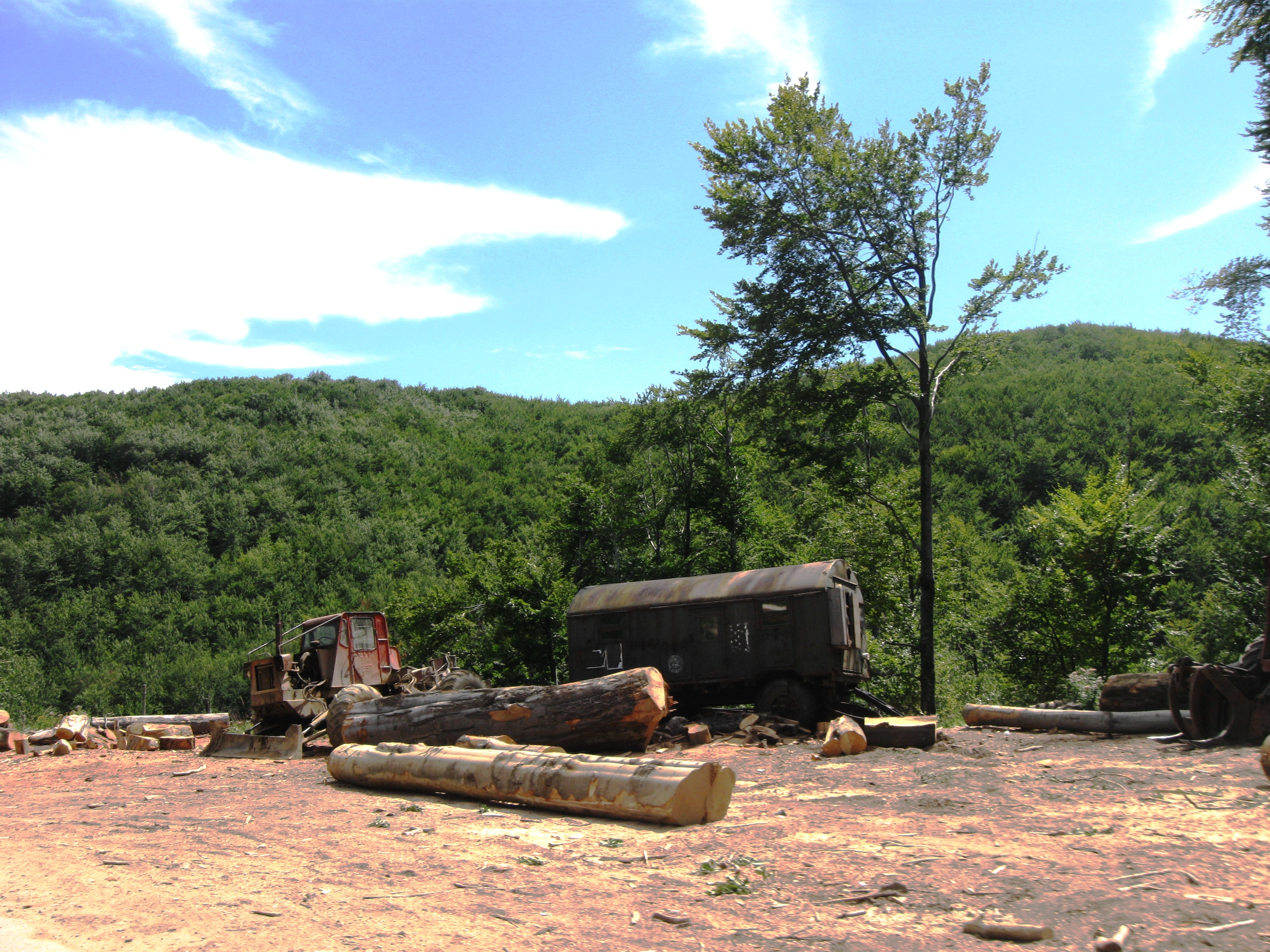
Exploitation du bois

La Roumanie est un grand exportateur de bois. Elle a exporté près de 5 000 000 de tonnes de bois et de produits ligneux en 2011 surtout vers les pays arabes, la Turquie, la Chine et le Japon. Les plus grands importateurs européens de bois roumains sont l'Italie, l'Autriche, la Hongrie et l'Allemagne. La Roumanie se trouve au 7e rang des pays de l'Union européenne (UE) pour la production de sciage. Elle est le premier pays de l'UE producteur de sciage de feuillus représentant 17 % du volume total. La France se trouve juste derrière.
Le volume de la récolte de bois d’œuvre et de bois d'industrie pour la Roumanie représente 3 % du volume européen la plaçant à la dixième place avec un volume de 10 000 000 de m3 environ.
Le volume total prélevé (volume brut) représente 16,9 millions de m3. Le secteur de l’exploitation forestière comprend principalement des PME (Petites et Moyennes entreprises). Ce secteur est faible et souffre du manque d'investissements dans de nouvelles machines et technologie.
Le poids du secteur forestier y compris l'industrie du bois contribue à l'économie du pays de façon non négligeable. Son poids, industrie du bois compris, représente 4,5 % du PIB (Produit Intérieur Brut), en augmentant d'un point en une dizaine d'années. Ce secteur est un employeur important.